# 오호장 (영화)
오호장(五虎裝之決裂: The Tigers)은 홍콩에서 제작된 증지위 감독의 1991년 액션, 범죄, 드라마 영화이다. 유덕화 등이 주연으로 출연하였다.

## 출연

### 주연
- 유덕화
- 양조위

### 조연
- 묘교위
- 탕진업
- 황일화
- 증지위
- 양가인
- 원비샤
- 성규안
- 진흔건
- 남결영